# Фантасти (роман)
Фантасти: казковий роман для чоловіків і жінок (англ. Phantastes: A Faerie Romance for Men and Women) — фентезійний роман шотландського письменника Джорджа Макдональда.

## Історія
Вперше вийшов друком 1858 році у видавництві «Сміт, Елдер і Ко». Друге видання вийшло у 1905 році. Третє видання вийшло 1970 року в «Белентайн Букс» в 14-му томі «Белентайнової фентезійної серії для дорослих».

## Сюжет
21-річний англійський джентльмен Анодос (від грецького — «бездоріжжя») збирається взяти на себе управління своїм домом після смерті батька. Виявляє набір ключів від шафи з темного дуба, а згодом маленьку фею.яка вирішує відправити героя до Країни Казок. Наступного дня Анодоса віднесено до цієї країни, в яку перетворилася його кімната.
Пригоди Анодоса (які займають переважну більшість роману) надзвичайно епізодичні і не пов'язані між собою. Він безцільно (але з незрозумілим почуттям мети) блукає країною, зустрічаючи безліч казкових персонажів. На початку зустрічає жінку та її доньку в котеджі, які попереджають його про Злого Ясеня та Вільху, розповідаючи що духи дерев можуть залишати своїх господарів й поневірятися Країною Казок. За цим Анодос досліджує світ фей квітів. В наступній пригоді ледве рятується від злого духа Ясеня, рятується і знаходить спокій у теплі та любові духа Бука.
Потім Анодос виявляє мармурову статую прекрасної жінки, яку розбиває піснею, повертає даму до життя. Він вражений її красою, але вона не дарує йому свою прихильність, втікаючи. Він переслідує Мармурову Пані, але замість цього знаходить переодягнену Діву Вільхи. Невдвозі зазнає нападу Ясеня, але Анодосу допомагає мандруючий лицар Персіваль. Також знаходить свою тінь, злу присутність, яка слідує і мучить Анодоса впродовж решти історії.
Анодос знаходить великий палац з багатьма кімнатами, зокрема спальню, позначену як його власну. У палацовій бібліотеці він читає історію Козьми Празького. Він натрапляє на коридори, наповнені нерухомими статуями. Анодос досліджує зали і розуміє, що статуї танцюють у залах, і швидко повертається до своїх п'єдесталів, коли він заходить. Він мріє про Мармурову Даму, знаходячи її порожній п'єдестал серед статуй. Анодос співає йому. Мармурова дама з'являється на постаменті, але знову тікає від нього.
Переслідуючи Мармурову Даму герой потрапляє до підземного світу з Кобольдами, які знущаються з нього. Анодос тікає з цього місця і опиняється на березі бурхливого моря. Зрештою потрапляє до будинку з 4 дверима, де мешкає стара мудра жінка. Кожна з дверей є шляхом до іншого світу: в першій він знову стає дитиною, згадуючи смерть брата, у сусідніх — знаходить Мармурову Даму та лицаря Персіваля, за останньою — немає часу, звідки стара жінка рятує Анодоса.
Він опиняється поруч з двома братами, що збираються воювати з велетнями. У битві обидва брати гинуть, але Анодосу вдається усіх велетнів вбити. Але невдовзі його хапає власна тінь, від якої вдається здихатися завдяки пісні.
Анодос проходить через болісний процес розчарування та невдачі остаточно відкинути свою зарозумілість та ідеалізм та зобов'язатися жити чесно. Коли прекрасна кам'яна жінка знаходить кохання в обіймах лицаря, Анодос визнає того своїм моральним авторитетом і належним чоловіком для своєї коханої.
Вирушає у похід проти ідолопоклонників, де змагається з чудовиськом. Анодос перемагає того, але сам гине, перетворюючись на дух. Нарешті він прокидається на схилі пагорба біля свого будинку. Його сестри повідомляють, що він був відсутній 21 день.

## Теми
- уява
- рабство та свобода
- кохання та закоханість
- важливість навчання і самовдосконалення

## Критика
Вважається ключовими у розвитку фантастичної літератури, оскільки став першим в історії фентезійним романом, написаний суто для дорослих. У вікторіанську епоху фентезі розглядалося як жанр для дітей.
З огляду на те, що сюжет, тема та розвиток персонажів в цьому творі не відповідають багатьом умовам класичного фантастичного роману, Клайв Стейплз Льюїс зазначав:
|  | Якщо ми визначаємо Літературу як мистецтво, середовищем якого є слова, то, безумовно, Макдональд не має місця у своєму першому рангу - можливо, навіть у другому.... Фактура його твору в цілому незрозуміла, часом непомітна. |

На думку інших критиків, цей роман надихає кинути виклик усім нормальним обмеженням у творчості і дозволити фантазії безмежно поширюватися. Роман з його приголомшливими краєвидами, темними лісами, росистими луками, звивистими річками та бурхливими морями вражає своєю красою. Разом з тим читач, як правило, не витрачає багато часу на роздуми про «правильне» і «неправильне». Багато переживань Анодоса вражають своєю символічною глибиною або пишністю образів, і читач залишається з відчуттям, що Країна Казок справді чужа, що це не якась конкретна альтернативна Земля, але натомість це зовсім інший світ, який діє за іншими правилами.
Проте сам К. С. Льюїс знаходив в романі натяки на хрещення, покуту, відпущення, церкву-мати, Тайну вечерю, прослідковуючи поступовий перехід від лицарського роману до християнської алегорії.